# Haurvig Redningsstation
Haurvig Redningsstation är en tidigare dansk sjöräddningsstation på Holmsland Klit i Hvide Sande i Ringkøbing-Skjerns kommun vid Nordsjökusten i Jylland. Den grundades 1860 av Det Nørrejyske Redningsvæsen som en sjöräddningsstation med enbart raketapparat. År 1882 uppfördes dess första byggnad och 1887 fick stationen en större byggnad och en nybyggd räddningsbåt från Orlogsværftet i Köpenhamn. Den ligger omedelbart väster om Abelines Gaard.
Stationerna i Haurvig och Sønder Lyngvig lades båda ned 1933, efter det att Hvide Sande Kanal byggts och en motorräddningsbåt anskaffats till den nyinrättade Hvide Sande Redningsstation. Dock behölls till 1939 en raketapparat i depå i Haurvig för räddningsstationen i Hvide Sande. 
Haurvig Redningsstation är i dag en del av museisamlingen på Abelines Gård. I räddningshuset finns en kopia av räddningsbåten. Räddningsstationen är ett byggnadsminne.